# John Börén
John August Gustaf Börén, född 6 juni 1903 i Malmö Karoli församling, död där 22 januari 1983, var en svensk målare.
Börén var som konstnär autodidakt och bedrev självstudier under resor till Italien och Frankrike. Han ställde regelbundet ut i Skånes konstförenings utställningar sedan 1932 och med Hörby konstförening samt med gruppen De tolv. Separat ställde han ut i Trelleborg och Malmö. Hans konst består av stilleben med blommor och frukter, interiörer och välstämda landskap ofta med motiv från Skåne i olja, tempera, pastell, akvarell eller vaxkritor. Börén är representerad med gouacher vid Malmö museum och med målningen Tobaksblomma vid Sydöstra Skånes museum för konst i Tomelilla.